# 24 7 365
『24 7 365』は、日本の女性歌手であるHIROKOが1990年に発表したアルバムである。

## 概要
本作からは、『MY LOVE'S WAITING』がシングルカットされ、プロモーションビデオも制作された。
アメリカでは、エニグマ・レコードより、前作『ONE IN A MILLION』との折衷盤としてリリースされた。
『MY LOVE'S WAITING』、『YOU'VE GOT POTENTIAL』、『THAT'S HOW I'M GONNA LOVE YOU (24-7-365)』の3曲は、ナタリー・コールやアレサ・フランクリンなどを手がけたプレストン・グラスがプロデュースをしており、『THAT'S HOW I'M GONNA LOVE YOU (24-7-365)』ではソングライティングにも参加している。

## 収録曲
1. MY LOVE'S WAITING
2. WHAT'S IT TO YA
3. MEET ME AT MIDNIGHT
4. YOU'VE GOT POTENTIAL
5. THAT'S HOW I'M GONNA LOVE YOU (24-7-365)
6. MEDLEY
カヴァー曲を含む下記の7曲を、メドレー形式で繋げている。(カッコ内はオリジナルアーティスト名)
  1. One In A Million (HIROKO)
  2. Atlantis Is Calling (S.O.S. for Love) (モダン・トーキング)
  3. Suburbia (ペット・ショップ・ボーイズ)
  4. In The Night (ペット・ショップ・ボーイズ)
  5. Bambina (デヴィッド・ライム)
  6. Brother Louie (モダン・トーキング)
  7. Meet Me At Midnight (HIROKO)
7. SAYONARA